# Xabregas
Xabregas ist ein Viertel in der Stadtgemeinde Beato der portugiesischen Hauptstadt Lissabon.
Das Viertel liegt am rechten Ufer des Tejo an der früheren Handelsstraße nach Norden. Die Herkunft des Ortsnamens ist nicht geklärt. In Urkunden des Mittelalters taucht der Ort als Exevregas, Exabregas, Eyxebregas oder Enxobregas. Wegen der Lage am Fluss könnte sich der Name vom arabischen Wort „xabaka“ (= Schleppnetz) ableiten. Die zahlreichen Funde aus römischer Zeit lassen ebenso auf eine römische Ansiedlung Axabrica schließen.
1509 gründete die ehemalige Königin Dona Leonor ein Franziskanerkloster. In dem Gebäude ist heute das Teatro Íberico untergebracht. Auch das Museu Nacional do Azulejo befindet sich dort.
In den 1850er Jahren wurde das Viaduto de Xabregas erbaut.